# Sympagurus villosus
Sympagurus villosus is een tienpotigensoort uit de familie van de Parapaguridae. De wetenschappelijke naam van de soort is voor het eerst geldig gepubliceerd in 1996 door Lemaitre.